# مايلز فرانكلين
مايلز فرانكلين (بالإنجليزية: Miles Franklin) (و. 1879 – 1954 م) هي كاتبة غير روائية، وروائية، وكاتِبة، ونسوية، وناشطة حقوق المرأة من أستراليا، والنمسا، توفيت عن عمر يناهز 75 عاماً. على الرغم من كتابتها على مدار حياتها، لم يتم نشر عملها الأدبي الأكثر شهرة «كل هذا التيه» حتى عام 1936. كانت مايلز ملتزمة بشكل فريد بتطوير أشكال الأدب الأسترالي وسعت بنشاط لتحقيق هذا الهدف من خلال دعم الكتّاب والمجلات الأدبية ومنظمات الكتاب، حيث كان لها تأثير طويل الأمد على الحياة الأدبية الأسترالية من خلال منحها جائزة كبيرة وبشكل سنوي للأدب الذي يتحدث عن «الحياة الأسترالية وفي أي مرحلة من مراحلها»، وسمّيت الجائزة باسمها «جائزة مايلز فرانكلين». تم الاعتراف بتأثيرها في عام 2013 من خلال إنشاء جائزة ستيلا التي تُمنح سنوياً لأفضل عمل أدبي من قبل امرأة أسترالية.

## الحياة والوظيفة
ولدت فرانكلين في تالبينغو في نيو ساوث ويلز ونشأت في وادي بريندابيلا في عقار يسمى محطة بريندابيلا. كانت الابنة الكبرى لأبوين مولودين في أستراليا، جون موريس فرانكلين وسوزانا مارغريت إليانور فرانكلين، والتي كانت حفيدة إدوارد مايلز (أو مويل) والتي وصلت مع الأسطول الأول في سكاربورو مع عقوبة لمدة سبع سنوات بتهمة السرقة. كانت عائلتها تنتمي لطبقة وُصفت بالمستقطنين. تعلمت فرانكلين في المنزل حتى عام 1889 عندما التحقت بمدرسة بثورنفورد للعامة هناك حيث شجعتها معلمتها ماري غيليسبي (1856-1938) بالإضافة لتوم هابليوايت (1857-1923) رئيسة تحرير صحيفة جولبرن المحلية على الكتابة.
تروي مايلز فرانكلين في روايتها المعروفة «حياتي المهنية الرائعة» قصة فتاة مراهقة لا يمكن كبتها، «سيبيلا ميرفين» والتي تكبر في ريف نيو ساوث ويلز، وتم نشر الرواية لأول مرة عام 1901 بدعم من الكاتب الأسترالي هنري لوسون. وبعد نشرها لروايتها، امتهنت فرانكلين عدة مهن فعملت كممرضة ثم كخادمة منزلية في سيدني وملبورن، وأثناء قيامها بذلك ساهمت بكتابة بعض المقاطع والمقالات لصحيفة «ذا دايلي تيليغراف» و«ذا سيدني مورنينغ هيرالد» تحت أسماء مستعارة مثل «الفارسة القديمة» و «العامية». وخلال هذه الفترة أيضاً، كتبت الكتاب الذي واجهت فيه سيبيلا مجموعة سيدني الأدبية «مسيرتي المهنية التي تم إيقافها»، لكنها لم تنشره للجمهور حتى عام 1946. وكتبت أيضاً مسرحية علنية ضد الحرب وسمّتها «الموتى يجب ألا يعودوا»، لم تنشر أو تؤدّى ولكن تمت قراءتها للعامة في سبتمبر 2009.

### في الولايات المتحدة وإنجلترا
انتقلت فرانكلين في عام 1906 إلى الولايات المتحدة وتولت أعمال السكرتارية في الرابطة الوطنية لنقابات العمال في شيكاغو لصالح أسترالية أخرى هي أليس هينري، وشاركت كذلك في تحرير مجلة رابطة الحياة والعمل. [12] تنعكس سنواتها في الولايات المتحدة في رواية «في شارع ديربورن» والتي لم تنشر حتى عام 1981، وهي قصة حب تستخدم اللغة العامية الأمريكية بطريقة لا تختلف عن الأعمال المبكرة للكاتبة داشيل هاميت. كتبت أيضاً أثناء تواجدها في أمريكا كتاب " Some Everyday Folk and Dawn" عام 1909، وهي قصة عائلة أسترالية صغيرة تستخدم النثر الأرجواني بسبب التأثير الهزلي المتعمد لها.
عانت فرانكلين من نوبات اعتلال منتظمة أدخلتها المصحة لفترة في عام 1912 ثم في عام 1915 سافرت إلى إنجلترا وعملت كطاهية ولكنها أيضاً كسبت بعض المال من الصحافة. تطوعت فرانكلين في مارس 1917 في العمل الحربي في وحدة أوستروفو بمستشفيات النساء الإسكتلنديات خلال الحملات الصربية عام 1917-1918. وعملت كطباخة ومدبّرة في وقت لاحق في مستشفى ملحق بالجيش الصربي ويحتوي على 200 سرير بالقرب من بحيرة أوستروفو في مقدونيا في اليونان وعملت هناك من يوليو 1917 وحتى فبراير 1918.
عملت فرانكلين من عام 1919 حتى عام 1926 كأمينة للجمعية الوطنية للإسكان وتخطيط المدن في لندن، وقامت بتنظيم مؤتمر دولي للسكن النسائي في عام 1924. أدت حياتها في إنجلترا في العشرينيات من القرن الماضي إلى كتابة (هجاء القرد) (1933)، وهي عبارة عن رواية جريمة وغموض تقع في منزل ريفي إنجليزي، يكشف الكتاب عن آراء فرانكلين حول الجنسية والطبقية. لكن لسوء الحظ، فشل الكتاب أدبياً وتجارياً.

### العودة إلى أستراليا
أعيد توطين فرانكلين في أستراليا عام 1932 بعد وفاة والدها عام 1931، وكتبت فرانكلين خلال ذلك العقد العديد من الروايات التاريخية للأدغال الأسترالية، على الرغم من أن معظمها نُشر تحت الاسم المستعار «برنت بن بن».
قالت داغمار شميدماير التي كانت تعمل في مكتبة ولاية نيو ساوث ويلز إن «مايلز كنت تخشى بشكل كبير من أن لا شيء مما كتبته سيجاري نجاح كتاب» مسيرتي الرائعة«لذلك لجأت إلى الكتابة تحت أسماء مستعارة، بما في ذلك أسماء مستعارة غريبة مثل «برنت بن بن» وذلك لحماية نفسها من المراجعات الضعيفة والنقّاد». ومع ذلك، تم نشر «كل هذا التيه» باسمها الحقيقي في عام 1936.
دعمت فرانكلين طوال حياتها النشاط الأدبي في أستراليا، وانضمت إلى رابطة الكتاب الأستراليين في عام 1933 وشجعت الكتاب الشباب مثل جان ديفاني وسومنر لوك إليوت وريك ثوروسيل ودعمت المجلات الأدبية الجديدة مثل مينجين وسوثرلي. استضافت مايلز شخصيات أدبية في منزلها في كارلتون في نيو ساوث ويلز، تحتفظ مكتبة ولاية نيو ساوث ويلز للتواقيع والنقوش بكتاب التواقيع الخاص بفرانكلين والمعروف باسم «كتاب واراتا الخاص بمايلز فرانكلين» ويستعمل للتواقيع والنفوش. ويتم تشجيع الضيوف على شرب الشاي بفنجان واراتا، والكتابة في كتاب واراتا.
رفضت فرانكلين في عام 1937، تعيينها كضابط في الإمبراطورية البريطانية. شاركت فرانكلين بعد ذلك بشكل متزايد في الحركة القومية الأسترالية في الثلاثينيات.

## مشاركاتها
شاركت مايلز فرانكلين في عدد من المناسبات الأدبية خلال حياتها وذلك بالإضافة للمشاركة في تحرير مجلة «الحياة والكفاح» مع أليس هنري في الولايات المتحدة، كتبت أيضاً «الرائد في الاستعراض العسكري» بالتعاون مع ديمفنا كوساك وجوزيف فورفي (1944) «بالتعاون المؤلم مع كيت بيكر»، حيث فازت مسبقاً في عام 1939 هي وبيكر بجائزة بريمور ميموريال لمقال عن فورفي. كتبت ديفر أن الخطابات بين ديمفنا كوساك ومايلز فرانكلين والتي يتم نشرها في «يارن سبينرز» «توفر تعليقاً رائعاً على الفن والرقي في التعاون الأدبي». على الرغم من تقدم الكثيرين لخطبتها إلا ان مايلز فرانكلين بقيت دون زواج. توفيت في 19 سبتمبر 1954 عن عمر يناهز 74 عاماً وتم نثر رمادها في خور جوناما في تالبينجو بالقرب من مكان ولادتها.

## إرثها
```
قامت في وصيتها بتوريث عقارها من أجل تأسيس جائزة أدبية سنوية تعرف باسم جائزة مايلز فرانكلين، وكان أول فائز بالجائزة هو باتريك وايت مع فوس في عام 1957، كما تمت تسمية ضاحية كانبيرا باسمها وتم إنشاء مدرسة مايلز فرانكلين الابتدائية على شرفها. [22] حيث تنظم هذه المدرسة مسابقة كتابة سنوية تخليداً لذكراها،
[
20
]
 بالإضافة إلى ذلك، تم تسمية مدرسة فرانكلين العامة في توموت في نيو ساوث ويلز على شرفها أيضاً. 
```

تبرعت مايلز فرانكلين خلال حياتها بعدة مواد لمكتبة ميتشل وتم تقديم مواد مخطوطة خلال الفترة 1937-1942. بالإضافة لذلك في عام 1940 تم تقديم مسودات مختلفة لـ «بايونيرز أون باريد»، وقد ورّثت مجموعة كتبها المطبوعة والمراسلات والملاحظات وكذلك قصائد ماري فوليرتون.  توجد 47 نسخة من مذكرات مايلز فرانكلين في مكتبة ولاية نيو ساوث ويلز، بما في ذلك نسخة وحيدة تم اكتشفاها عام 2018.
تم تكريم ذكرى فرانكلين وإعادة إحياء أعمالها في أعقاب فيلم الموجة الأسترالية الجديد مسيرتي الرائعة ((1979 والذي فاز بالعديد من الجوائز الدولية. وفي عام 2014، احتفل «غوغل دودل» بعيد ميلادها الـ 135.

## روابط خارجية
- مايلز فرانكلين على موقع IMDb (الإنجليزية)
- مايلز فرانكلين على موقع الموسوعة البريطانية (الإنجليزية)
- مايلز فرانكلين على موقع قاعدة بيانات الفيلم (الإنجليزية)